# موزه تابلوهای نقاشی باتیک پنانگ
موزه تابلوهای نقاشی باتیک پنانگ (به انگلیسی: Batik Painting Museum Penang) (مالایی: Muzium Lukisan Batik Pulau Pinang) موزه ای در مورد چاپ کلاقه‌ای در شهر جرج تاون، ایالت پنانگ، مالزی است.

## پیشینه
این ساختمان در سال ۲۰۱۰ خریداری گردید و قبل از اینکه در ۱ اکتبر ۲۰۱۳ افتتاح شود به مدت سه سال تحت بازسازی قرار داشت.

## معماری
موزه در یک ساختمان سه طبقه، سکونتگاه فروشگاهی، با مساحت کلی ۶۵۰ متر مربع که دارای سبک معماری تنگه التقاطی است واقع شده است.

## نمایشگاه
حدود ۸۰ تابلو نقاشی باتیک در این موزه به نمایش گذاشته شده است. موزه، اولین نقاشی‌های باتیک که توسط پدر نقاشی باتیک، چوان دین تنگ در دههٔ ۱۹۵۰ در پنانگ کشیده شد، و آثار نقاشی که بعد توسط هنرمندان مالزی اضافه گردید، را به نمایش می‌گذارد. در حال حاضر ۸۰ تابلوی نقاشی باتیک از ۲۵ هنرمند به نمایش گذاشته شده است. یک بخش کوچک بین‌المللی هم به این مجموعه افزوده شده است. بازدید کنندگان قادر خواهند بود مجموعه ای فاخر از تابلوهای خارق‌العاده نقاشی باتیک را تماشا کنند که در هیچ جای دیگری قابل مشاهده نیست. به‌طور قریب به یقین، این تنها موزه تابلو نقاشی باتیک در مالزی است و احتمال دارد تنها موزه در کل دنیا باشد.